# Jean-Louis Chastanet
Pour les personnes ayant le même patronyme, voir Chastanet.
Jean-Louis Chastanet, né le 19 novembre 1882 à Meyssac (Corrèze) et mort le 21 février 1946 à Nice (Alpes-Maritimes), est un syndicaliste et homme politique français. Syndicaliste des Postes, télégraphes et téléphones (PTT), militant du Parti socialiste SFIO, il fut député de l'Isère sous diverses étiquettes politiques.

## Biographie

### Syndicaliste des PTT
Originaire du Limousin, fils de François Chastanet, militaire retraité et propriétaire agricole, Jean-Louis Chastanet, après des études primaires supérieures, entre aux Postes, télégraphes et téléphones (PTT) par le concours des surnuméraires. Il est nommé commis à Paris. Tôt gagné aux idées socialistes, il est de ceux qui fondent le syndicalisme aux PTT, militant activement à l'Association générale des agents des PTT à partir de 1903. Il est en mars 1909 un des meneurs de la grève dans cette branche de la fonction publique. Le mois suivant, au congrès du Parti socialiste SFIO de Saint-Étienne, il défend, au nom des postiers socialistes de la Seine, des positions révolutionnaires. En mai 1909, il est l'un des huit premiers postiers à être sanctionné par la révocation des PTT, pour « propagande syndicale ». Cette provocation de Clemenceau incite les associations et les syndicats des PTT à proclamer une nouvelle grève, qui se solde par de nombreuses révocations. Chastanet, candidat député à Paris, en 1910, devient ensuite journaliste au quotidien socialiste de l'Isère, Le Droit du Peuple, et propagandiste actif du socialisme en Isère, aux côtés de Paul Mistral.

### Homme politique
- 1919 : élection au conseil municipal de Grenoble. Candidature sur la liste SFIO aux élections législatives.
- 1920 : Jean-Louis Chastanet reste à la SFIO, alors qu'il faisait partie de la minorité pacifiste durant la guerre.
- 1924 : élu député de l'Isère, réélu en 1928, il est exclu de la SFIO en 1931. Réélu député en 1932, il siège dans les rangs de la droite au Palais Bourbon. Il soutient alors Pierre Laval.
- 1925 : élu maire de la ville de La Tour-du-Pin, il en fait sa base électorale, ce qui lui donne son indépendance et oriente son évolution politique. Il est élu conseiller général de cette ville. Il succédait dans ces mandats à Antonin Dubost, qui, président du Sénat, avait été maire durant 10 ans.
- 1936 : Chastanet est battu lors des élections du Front populaire par le candidat SFIO Léon Martin, après avoir perdu la mairie de La Tour-du-Pin l'année précédente.

## Hommage
Le « camarade Chastanet » figure sur l'une des quatorze cartes postales éditées par l'Association générale des agents des PTT en 1909 pour soutenir les postiers révoqués.

## Publications
- La Dictature de l'argent, Ernest Flammarion, Paris, 1926,
- La République des Banquiers, Éditions Georges Anquetil, Paris, 1925,
- L'oncle Shylock, Ernest Flammarion, Paris, 1927,
- Le fonctionnaire français, Jules Tallandier, Paris 1930,
- La République des crabes, Éditions Alsatia, Paris, 1936,
- Le montagnard aveugle, roman, Éditions SPES, Paris 1936,
- Confessions d'un homme libre, Unitas, Paris 1936

## Sources
- « Jean-Louis Chastanet », dans le Dictionnaire des parlementaires français (1889-1940), sous la direction de Jean Jolly, PUF, 1960 [détail de l’édition]
- Dictionnaire biographique du Mouvement ouvrier français, t.11, notice signée Justinien Raymond
- Christian Henrisey, Postiers en grève, 1906-1909, Comité d'entraide Sud-est PTT, Paris, 1995